# MURIRS
MURIRS est un organisme spécialisée à la confection de murales dans la ville de Sherbrooke, au Québec. 

## Historique
MURIRS été fondé par Serge Malenfant, président et coordonnateur jusqu'en 2020, date de fermeture de MURIRS. 
C'est en 2002 que la première murale, Murale du bicentenaire, est inaugurée afin de souligner les 200 ans d'existence de la ville de Sherbrooke.
En 2012, la fresque  Service de protection contre les incendies de Sherbrooke a été vandalisée
Ce sont 18 murales au total qui sont créées par les artistes de MURIRS. Ces projets d'art urbain couvrent 29 198 pieds carrés, soit 2712,583 M² et immortalisent 443 personnages au travers des scènes de différentes époques de Sherbrooke.